# Veronika Šarec
Pour les articles homonymes, voir Šarec.
Veronika Šarec, née le 8 mai 1968 à Ljubljana, est une ancienne skieuse alpine yougoslave, puis slovène.

## Coupe du monde
- Meilleur résultat au classement général : 17e en 1989
  - 1 victoire : 1 slalom

### Saison par saison
- Coupe du monde 1986 :
  - Classement général : 64e
- Coupe du monde 1987 :
  - Classement général : 77e
- Coupe du monde 1988 :
  - Classement général : 50e
- Coupe du monde 1989 :
  - Classement général : 17e
- Coupe du monde 1990 :
  - Classement général : 21e
    - 1 victoire en géant : Haus im Ennstal
- Coupe du monde 1991 :
  - Classement général : 25e
- Coupe du monde 1992 :
  - Classement général : 54e